# Saint-Pierre-la-Palud
Saint-Pierre-la-Palud là một xã thuộc tỉnh Rhône trong vùng Auvergne-Rhône-Alpes phía đông nước Pháp. Xã này nằm ở khu vực có độ cao trung bình 360 mét trên mực nước biển.